# Hyaleucerea vulnerata
Hyaleucerea vulnerata là một loài bướm đêm thuộc phân họ Arctiinae, họ Erebidae.